# ОШ „Милоје Закић” Куршумлија
ОШ „Милоје Закић” у Куршумлији је једна од установа основног образовања на територији општине Куршумлија. Носи име Милоја Закића, народног хероја, погинулог за време Другог светског рата.

## Историјат
Решењем СО Куршумлија бр. 01-610-17/8 од 7. маја 1981. године основана је Основна школа „Милоје Закић” у Куршумлији. Школа је лоцирана у насељу „Расадник” и у свом саставу је имала 12 издвојених одељења и то: осморазредно одељење у Луковској Бањи и четвороразредна одељења у селима: Штава, Сеоце, Бабица, Трећак, Мерћез, Сагоњево, Жуч, Коњува, Мачковац, Тмава и Спанце.
Како су се села празнила тако се смањивао и број ђака па су једно по једно издвојено одељење престајало са радом. Већ по завршетку школске 1981/82. године са радом су престале школе у издвојеним одељењима у Спанцу и Трећаку. Издвојена одељења у Штави и Сагоњеву престале су са радом школске 1986/87. године с тим што је издвојено одељење у Штави поново почело да ради школске 1995/96. године, да би због тога што више није имало деце престало да ради школске 2007/08. године. Школске 1987/88. године престаје са радом издвојено одељење у Бабици, али је поново почело са радом школске 1995/96. године и настава се изводила до школске 1998/99. године када није више било ученика. Издвојено одељење у Мерћезу се затвара школске 1987/88. године али поново почиње са радом 2005/2006. године. Школске 1996/97. године престаје са радом и издвојено одељење у Коњуви. Издвојено одељење у Тмави престаје са радом школске 2004/05. године. А издвојено одељење у Сеоцу престаје са радом школске 2005/06 године.
Настава се сада изводи само у четири издвојена одељења: Луковска Бања, Мерћез, Жуч и Мачковац. Због даљег смањења броја ученика и овим издвојеним одељењима прети прекид у раду. Такође и у матичној школи у Куршумлији долази до смањења броја ученика и одељења.

## Школа данас
Школа данас у свом саставу има:
- кабинет информатике са 30 рачунара
- 17 учионица опште намене
- фискултурну салу
- библиотеку са преко 14.000 књига
- трпезарију са кухињом у којој се дневно храни око 400 ученика
- наставничку канцеларију, пет канцеларије, зубну амбуланту, радионицу и котларницу

Страни језици који се уче у школи су енглески, француски и руски језик. У склопу ваннаставних активности организован је рад секција: драмска, фолклорна, ликовна, литерарна, биолошка, рецитаторска, спортске секције и хор.